# Cmp (Unix)

cmp是Unix及类Unix操作系统计算机系统上使用的命令行实用程序。它能比较两个任何类型的文件，并将结果写入标准输出。默认情况下，如果文件相同，cmp没有任何输出；如果不同，则报告第一处不同所在的字节和行号。

## 开关
可以通过使用命令行开关来指定cmp的行为。GNU版本的cmp支持的开关有：
-b, --print-bytes打印出内容相异的字节。
-i SKIP, --ignore-initial=SKIP略过输入内容的前SKIP字节。
-i SKIP1:SKIP2, --ignore-initial=SKIP1:SKIP2略过FILE1的前SKIP1个字节和文件FILE2的前SKIP2个字节。
-l, --verbose输出所有不同字节的（十进制）字节数和（八进制）值，而不是默认的标准输出。另外，如果一个文件比另一个短，则输出EOF消息。
-n LIMIT, --bytes=LIMIT最多比较LIMIT个字节。
-s, --quiet, --silent什么都不输出；仅生成返回状态。
-v, --version显示版本信息。
--help显示帮助信息。
用于计数字节的操作数通常以十进制表示，要表示八进制数，可以在数字前加“0”，十六进制数则是“0x”。
字节计数后可跟一个后缀以指定该计数的倍数；在这种情况下，省略数字部分则表示1。单独一个词头字母，或后跟“iB”，指定使用1024的幂。词头字母后跟指定1000的幂。例如，“-n 4M”和“-n 4MiB”相当于“-n 4194304”，而“-n 4MB”相当于“-n 4000000”。词头与十进制倍数的国际单位制词头或二进制倍数的IEC 60027-2词头兼容。

## 返回值
- 0 — 文件相同
- 1 — 文件不同
- 2 — 无法访问或缺少参数